# Auguste Prézeau
Auguste Prézeau SMM (ur. 26 grudnia 1871 w Talmont-Saint-Hilaire, zm. 2 grudnia 1909) – francuski duchowny rzymskokatolicki, misjonarz, montfortanin, wikariusz apostolski Shiré.

## Biografia
W 1896 otrzymał święcenia prezbiteriatu i został kapłanem Zgromadzenia Misjonarzy Towarzystwa Maryi.
3 grudnia 1903 papież Pius X mianował go prefektem apostolskim erygowanej tego samego dnia prefektury apostolskiej Shiré w Brytyjskiej Afryce Centralnej.
14 kwietnia 1908 prefektura apostolska Shiré została podniesiona do rangi wikariatu apostolskiego. Tym samym o. Prézeau został wikariuszem apostolskim Shiré oraz 12 lub 15 kwietnia tego roku biskupem, ze stolicą tytularną Adraha. 4 października 1908 przyjął sakrę biskupią z rąk wikariusza apostolskiego Północnego Zanguebaru Emila-Augusta Allgeyera CSSp. Przy sakrze asystował emerytowany prefekt apostolski Zanguebaru o. Étienne Baur CSSp.
Bp Prézeau wikariuszem apostolskim Shiré był do śmierci 2 grudnia 1909.